# 넥스트플레이
넥스트플레이(Nextplay)는 대한민국에 기반을 둔 온라인 컴퓨터 게임 개발사이다.
현재 온라인 펀치몬스터를 개발 중에 있다.